# Likymnios (Sohn des Elektryon)
Likymnios (altgriechisch Λικύμνιος Likýmnios) ist in der griechischen Mythologie der Sohn des über Mykene (oder Midea) herrschenden Königs Elektryon, der mit Mideia gezeugt wurde. Er ist daher Halbbruder der Alkmene, der Tochter des Elektryon mit Anaxo, und als solcher Onkel des Herakles.
Als die Taphier unter König Pterelaos die Herrschaft über Mykene einfordern und es zum Kampf um die Rinder des Elektryon kommt, überlebt von dessen Söhnen einzig der für einen Kampf noch zu junge Likymnios. Nach dem unglücklichen Tod des Elektryon durch die Hand des Amphitryon ziehen Likymnios, Alkmene und Amphitryon nach Theben zu König Kreon, wo Likymnios Perimede, die Schwester Amphitryons, heiratet. Aus dieser Verbindung stammen die Söhne Oionos, Sieger während der von Herakles veranstalteten Olympischen Spiele, Argeios und Melas. Argeios und Melas wurden von Herakles auf den Zug gegen Eurytos mitgenommen und fielen dort im Kampf. Argeios soll Herakles zudem auf dessen Zug nach Troja begleitet haben, nachdem Herakles seinem Onkel versprochen hatte, ihn sicher wieder heimzuführen. Argeios fiel jedoch vor Troja, woraufhin Herakles seinen Leichnam verbrannte und die Asche zurück zu Likymnios brachte, um sein Versprechen einzulösen.
Als Herakles Theben verlässt, begleitet ihn Likymnios nach Tiryns zu König Eurystheus, für den Herakles seine zwölf Aufgaben erfüllt. Als Herakles unter dem Gewand der Deïaneira langsam verbrennt, fragt Likymnios die Pythia um Rat und überbringt dem Herakles die letzten, vor seiner Erlösung zu erledigenden Aufgaben. Nach dem Tode des unter die Götter versetzten Helden ereilt Likymnios mit seinen Kindern das Schicksal der Herakleiden, er muss Tiryns, für dessen Burg Likymna er eponymer Heros war, verlassen und wird schließlich – nach Aufenthalten zunächst in Trachis, dann in Athen und der darauf folgenden Teilnahme am ersten Zug der Herakleiden – in Argos aufgenommen. In seiner Begleitung befand sich auch Tlepolemos, ein Sohn des Herakles. Im Streit oder aus Versehen tötete er den mittlerweile greisen Likymnios, als dieser aus den Gemächern seiner Mutter Mideia kam. 
Noch Pausanias sah das Grab des Likymnios in Argos, in dessen Nähe Pyrrhos I. kurz vor seinem Tod vom Pferd fiel. Euripides schuf nach dem Stoff eine verlorene Tragödie Likymnios und Aristophanes erwähnt einen Likymnios des Tragikers Xenokles.